# 路德維希·約克·馮·瓦滕堡
約翰·大衛·路德維希·約克·馮·瓦滕堡伯爵（德語：Johann David Ludwig Graf Yorck von Wartenburg；出生时作von Yorck；1759年9月26日—1830年10月4日）是一名普鲁士将军，约克在1807年后参与了普鲁士的军事改革，并在第六次反法同盟战争期间帮助普鲁士王国从法国同盟转变为俄罗斯同盟。路德维希·范·贝多芬的《约克进行曲》（Yorckscher Marsch）便以他的名字命名。
路德維希·約克·馮·瓦滕堡的姓是约克；瓦滕堡（Wartenburg）是一种附加在姓氏上的战斗荣誉，作为荣誉称号